# Mads Hoxer Hangaard
Mads Hoxer Hangaard (geboren am 6. Dezember 2000 in Thisted) ist ein dänischer Handballspieler.

## Vereinskarriere
Mads Hoxer Hangaard stammt aus der Kommune Thisted. Das Handballspiel lernte er bei Thisted IK, Thy Håndbold und HF Mors. Der 1,95 Meter große rechte Rückraumspieler begann seine Karriere bei Mors-Thy Håndbold, dort erhielt er am 7. Januar 2019 einen Profi-Vertrag. Am 25. Juni 2021 wurde sein Wechsel zum Saisonbeginn 2022/23 zum Ligakonkurrenten Aalborg Håndbold bekanntgegeben. Er verletzte sich im August 2021, erst im November 2021 konnte er wieder auflaufen. Seit Juli 2022 spielt er bei Aalborg Håndbold, dort hat er einen bis Sommer 2026 laufenden Vertrag, der 2024 um ein Jahr verlängert wurde. 2024 und 2025 gewann er die dänische Meisterschaft sowie 2025 den Pokal.
Er nahm mit Mors-Thy Håndbold und Aalborg Håndbold an der EHF Champions League und der EHF European League teil.

## Auswahlmannschaften
Mads Hoxer Hangaard debütierte 2017 in der dänischen U17-Nationalmannschaft und belegte mit dem Team den fünften Platz beim EYOF 2017. Er gewann mit der U18-Nationalmannschaft Bronze bei der U-18-Europameisterschaft 2018 und in der U19 bei der Jugend-Weltmeisterschaft 2019.
Sein erstes Länderspiel für die dänische Nationalmannschaft bestritt er am 2. Mai 2021 gegen das Team aus Finnland, dabei warf er drei Tore. Bei der Weltmeisterschaft 2023 kam er in drei Spielen auf dem Weg zum Titelgewinn zum Einsatz.

## Privates
Sein Vater, Flemming Hangaard, war ebenfalls Handballspieler.